# Günter Dürig
Günter Dürig (ur. 1920, zm. 1996) – niemiecki prawnik.
Studia prawnicze odbywał w Monachium, w 1949 uzyskał doktorat, a w 1953 habilitację, w 1955 został profesorem uniwersytetu w Tybindze. Był współautorem znanego komentarza do konstytucji RFN.